# Secrets of the Moon
I Secrets of the Moon sono una band black metal di Osnabrück, fondata nel 1995.

## Formazione

### Formazione attuale
- sG - voce, chitarra e sintetizzatore
- Thrawn Thelemnar - batteria (anche in Eudaimony, Dordeduh)
- LSK - basso (anche in Vorkreist, Hell Militia, and Antaeus)
- AR - chitarra e seconda voce (anche in Odem Arcarum, Dordeduh)

### Membri originali
- Daevas - voce e basso
- Thelema - chitarre ed effetti
- Frazer - batteria
- Schizo - chitarra
- Ohtar - chitarra
- A.D. - chitarra

## Discografia

### Album in studio

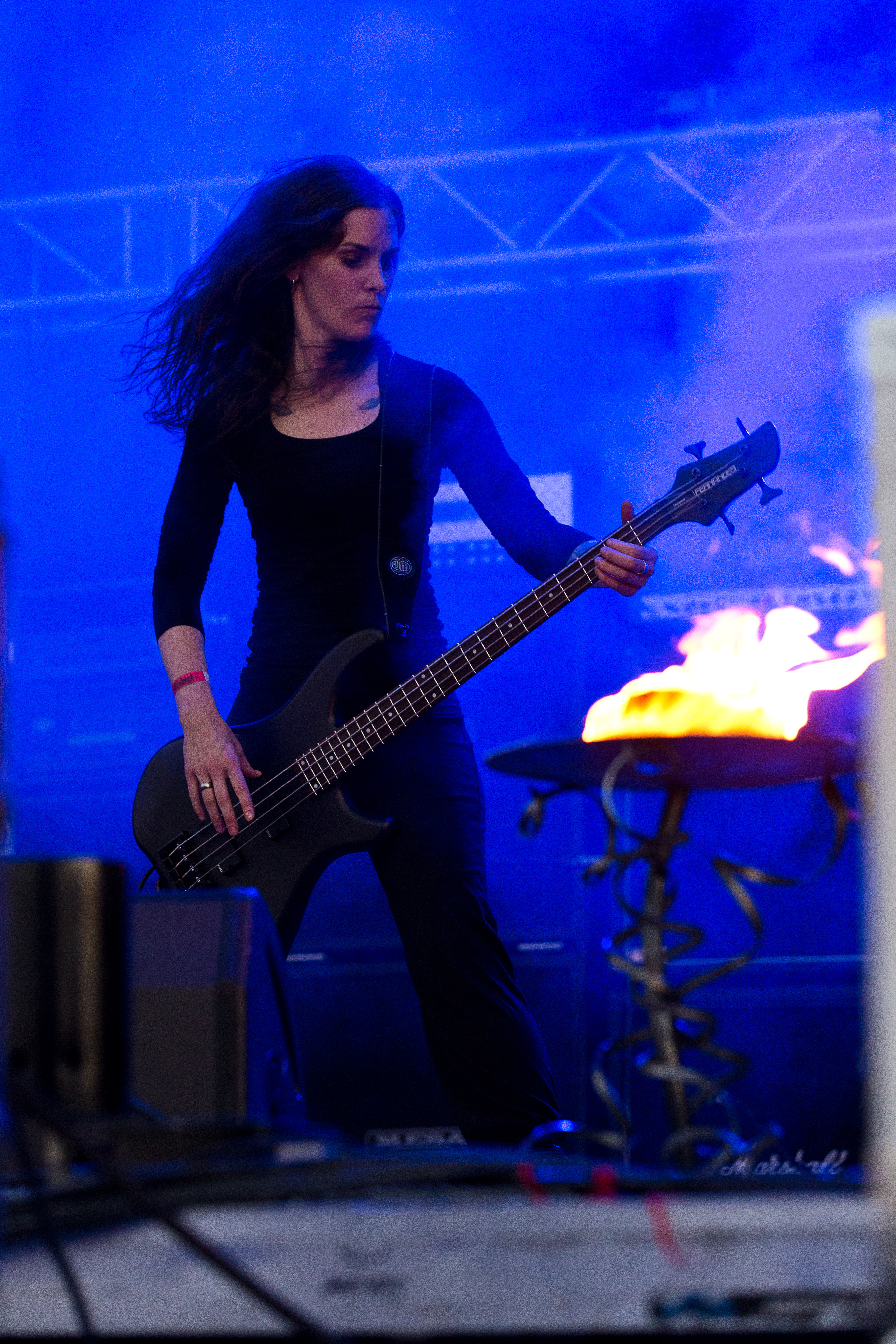
Marta Lledo al Party.San Open Air 2015

- 2001 – Stronghold of the Inviolables
- 2004 – Carved in Stigmata Wounds
- 2006 – Antithesis
- 2009 – Privilegivm
- 2012 – Seven Bells
- 2015 – Sun
- 2020 – Black House

### EP
- 2005 – The Exhibitions EP

### Split
- 1999 – Auf einer Wanderung / Durch goldene Sphären (con i Lunar Aurora)
- 2002 – Black Metal Endsieg III (con Armagedda, Bael e Dark Storm)
- 2003 – Bestien in Engelsgestalt (con Averse Sefira)

### Demo
- 1995 – Unearthed Arcana
- 1997 – Vanitas

### Live
- 2002 – Live in Bitterfield 2001

### Raccolte
- 2002 – De Musica Mundana